# Gert Kerschbaumer
Gert Kerschbaumer (* 27. Jänner 1945 in Spital am Semmering) ist ein österreichischer Historiker und Germanist.
Gert Kerschbaumer lebt seit den 1960er Jahren in Salzburg. Er arbeitete in der Industrie und studierte nebenher deutsche Literatur und Geschichte. Neben Forschungs- und Lehrtätigkeit veröffentlichte er Publikationen zu den Themen Kunst in der Zeit des Nationalsozialismus und Kunstraub sowie Werke über Stefan Zweig. 2007 begann er mit dem Künstler Gunter Demnig die Initiative „Stolpersteine“, die Biografien von Ermordeten und Vertriebenen des NS-Regimes öffentlich sichtbar macht.

## Veröffentlichungen
- Faszination Drittes Reich. Kunst u. Alltag d. Kulturmetropole Salzburg. Müller, Salzburg 1988, ISBN 3-7013-0732-6
- Meister des Verwirrens. Die Geschäfte des Kunsthändlers Friedrich Welz. (Die Bibliothek des Raubes, Bd. 5) Czernin, Wien 2000, ISBN 3-7076-0030-0
- zus. mit Karl Müller: Begnadet für das Schöne. Der rot-weiss-rote Kulturkampf gegen die Moderne. (Beiträge zu Kulturwissenschaft und Kulturpolitik, Bd. 2) Verl. für Gesellschaftskritik, Wien 1992, ISBN 3-85115-160-7
- Stefan Zweig. Der fliegende Salzburger. Residenz, Salzburg/Wien 2003, ISBN 3-7017-1336-7
- Hrsg. zus. mit Jeffrey B. Berlin „Wenn einen Augenblick die Wolken weichen“. Briefwechsel 1912-1942; Stefan Zweig u. Friderike Zweig. S. Fischer, Frankfurt 2006, ISBN 978-3-10-097096-1